# 崎頂海水浴場
崎頂海水浴場，日治時期創設的海水浴場，位於台灣竹南街崎頂（今崎頂濱海遊憩區、崎頂新樂園），1931年6月創設，交通方式可乘火車至崎頂驛。1937年設備有：一般休憩所、更衣場、淋浴室、食堂。以及馬橇、砂地滑雪（滑砂場）和鞦韆、溜滑梯等等娛樂設施。附近可租借遊船、釣船釣魚或撈捕魚獲。